# Adrien Rabiot
Adrien Rabiot, né le 3 avril 1995 à Saint-Maurice (Val-de-Marne), est un footballeur international français qui évolue au poste de milieu de terrain à l'Olympique de Marseille.
Francilien de naissance et formé au Paris-Saint-Germain, Adrien Rabiot est considéré comme l'un des meilleurs jeunes sortis du centre de formation. Il fait ses débuts professionnels en 2012 avec le club de la capitale, remportant de nombreux titres dont six championnats de France au début de l'ère qatarie. En désaccord avec la direction sur la prolongation de son contrat, le milieu de terrain rejoint le club italien de la Juventus en 2019 où il remporte également tous les titres nationaux. En 2024, libre de tout contrat, il rejoint l'Olympique de Marseille et devient le premier ex-joueur parisien à rejoindre le club rival depuis 2009.
Sélectionné dans toutes les catégories de jeunes de l'équipe de France, Rabiot fait ses débuts avec les A en 2016 mais refuse le statut de joueur réserviste à l'aube de la Coupe du monde 2018, remportée par les Bleus. Il est ainsi écarté par le sélectionneur Didier Deschamps pendant deux ans avant de réintégrer le groupe qui dispute l'Euro 2020 puis atteint la finale du Mondial 2022 où Rabiot inscrit le premier but français dans le tournoi face à l'Australie. Il remporte également la Ligue des nations 2021 et participe à l'Euro 2024.

## Biographie

### Vie familiale, enfance et formation
Né le 3 avril 1995 à Saint-Maurice (Val-de-Marne), Adrien Rabiot a deux frères aînés, Geoffroy et Valentin. Ce dernier est d'un an l'aîné d'Adrien et est notamment mannequin. 
En 2007, son père Michel Provost, est victime d'un AVC particulièrement grave. Atteint du syndrome d'enfermement, il ne communique qu'à travers des mouvements de paupières ; son père meurt en janvier 2019. Sa mère est Véronique Rabiot, sa principale conseillère depuis ses débuts dans le milieu du football. Alors qu'il est jeune espoir[Quand ?], son nom de famille est Rabiot-Provost. 

### Carrière en club

#### Formation
Adrien Rabiot commence le football à l'US Créteil en 2001 et est également supporter de l'Olympique de Marseille. Il joue ensuite en 2003 à l'US Alfortville avant de revenir à l'US Créteil l'année suivante. En 2008, alors qu'il effectue un stage d'entrée à l'INF Clairefontaine, des recruteurs présents trouvent son profil intéressant. Ainsi, il signe à 13 ans avec Manchester City pour six saisons, mais le club anglais ne respecte pas certains des accords passés[Lesquels ?] avec Adrien Rabiot. Après six mois à l'étranger, il retourne en France au Pau FC et est admis en mai 2009 au Pôle Espoirs de Castelmaurou,.
En mai 2010, il intègre le centre de formation du Paris Saint-Germain à l'âge de 15 ans. Avec les catégories de jeunes, il est sacré champion de France des moins de 17 ans en 2011 face à l'Olympique de Marseille (victoire 2-1) et remporte en janvier 2012 la Al-Kass Cup avec les moins de 17 ans face à la Juventus (match nul 0-0, victoire 5-4 aux tirs au but). Il inscrit trois buts au cours de cette compétition, tous face à Al-Ahly, et est désigné homme de ce match.
En mars 2012, Carlo Ancelotti demande à Bertrand Reuzeau, le directeur de la formation parisienne et entraîneur de l'équipe réserve, de lui envoyer quelques jeunes à l'entraînement des professionnels. Adrien Rabiot fait partie de ces joueurs et est remarqué par l'entraîneur italien. Il s'entraîne ainsi pour la première fois avec le groupe professionnel le 7 mars 2012 à l'âge de 16 ans. Après avoir impressionné le technicien italien, Adrien Rabiot est retenu dans le groupe pour le match contre le FC Sochaux-Montbéliard le 22 avril 2012. Le milieu de terrain atteint également la finale du championnat de France des moins de 19 ans face à l'AJ Auxerre le 3 juin 2012 (défaite 2-1), marquant un but en demi-finale et en finale.
Dans la foulée, il signe son premier contrat professionnel avec le Paris Saint-Germain le 2 juillet 2012. Il prend ainsi part à la tournée du club francilien aux États-Unis et est titularisé en match amical face au FC Barcelone (match nul 2-2, défaite 1-4 aux tirs au but),.

#### Paris Saint-Germain (2012-2013)
Le 26 août 2012, il dispute son premier match officiel avec le Paris Saint-Germain face aux Girondins de Bordeaux, titularisé au milieu de terrain aux côtés de Blaise Matuidi et Thiago Motta (0-0). Il réussit notamment 94 % de ses passes au cours de ce match. Le 6 novembre 2012, il participe à sa première rencontre en Ligue des champions face au Dinamo Zagreb, en tant que titulaire (victoire 4-0). Il devient à cette occasion, à 17 ans et 7 mois, le plus jeune joueur du Paris Saint-Germain à démarrer une rencontre de Ligue des champions, battant ainsi le record de 18 ans et 11 mois jusque-là détenu par Mikel Arteta. 

#### Toulouse FC (2013)
Insatisfait de son temps de jeu, Adrien Rabiot est prêté sans option d’achat au Toulouse FC, le 31 janvier 2013, jusqu'à la fin de la saison 2012-2013 et comble le départ de Moussa Sissoko,. Il dispute son premier match lors de la 24e journée de Ligue 1 face au Stade rennais (défaite 2-0). Il marque son premier but en championnat le 9 mars contre Brest (victoire 1-0). Le 12 mai 2013, à l'issue de la victoire face à l'Olympique lyonnais au stade de Gerland (0-1), le PSG remporte la Ligue 1, le premier titre d'Adrien Rabiot.

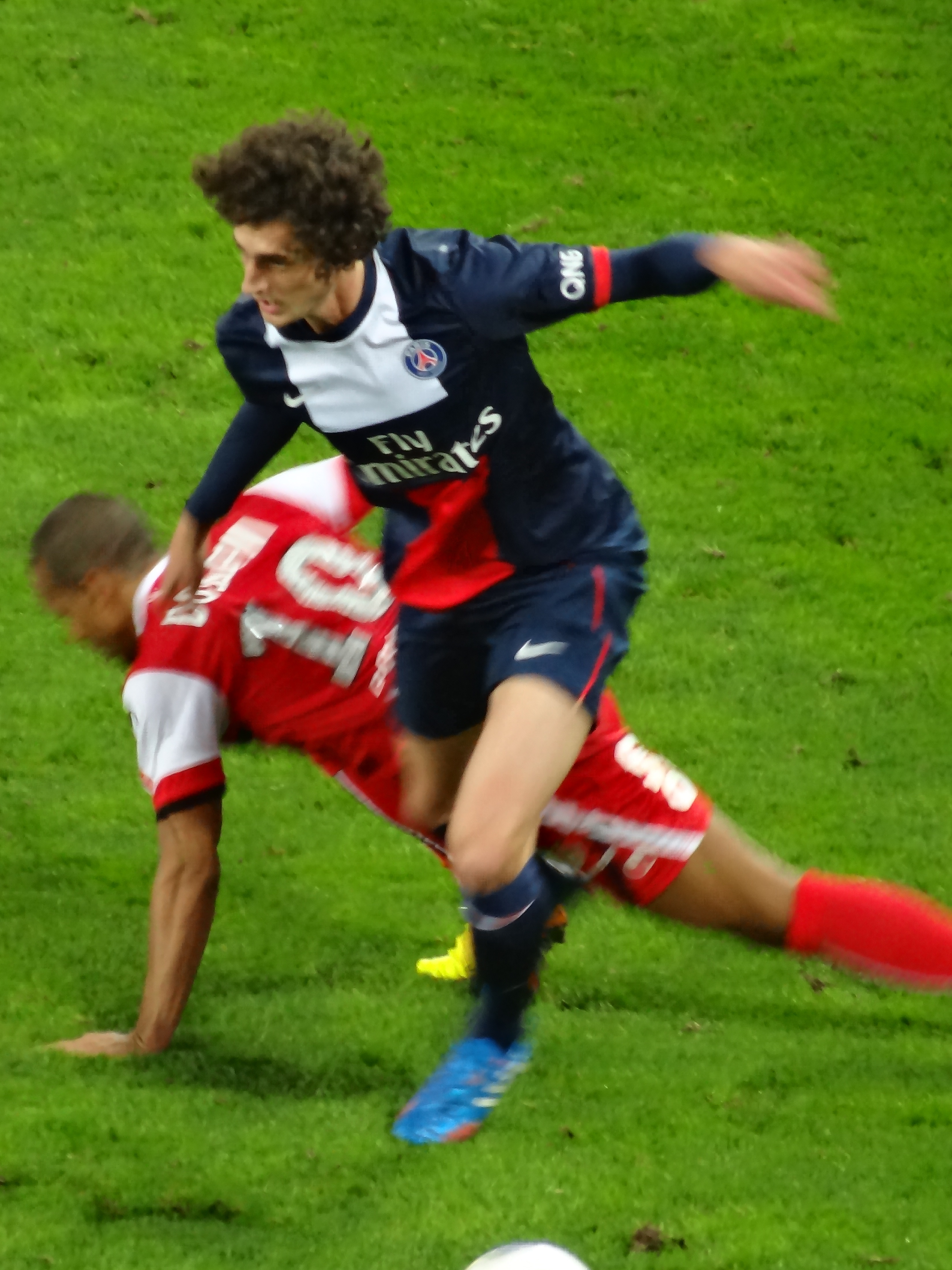
Adrien Rabiot au duel avec Matthieu Dossevi, contre le Valenciennes FC (2013).

#### Paris Saint-Germain (2013-2019)
Le 31 août 2013, il marque son premier but sous les couleurs du PSG lors d'une victoire 2-0 contre Guingamp. Sous les ordres de Laurent Blanc, il gagne du temps de jeu, et se retrouve de plus en plus titularisé, notamment lors des blessures de Thiago Motta. Le 7 mai 2014, il remporte son deuxième championnat de France avec le PSG, malgré une défaite contre le Stade rennais au Parc des Princes. Le club remporte son quatrième titre et bat de nombreux records sur la saison, comme le nombre de points remportés (89), et porte à 27 le nombre de victoires dans la compétition. Le 17 mai, il marque le dernier but de la saison de son club face à Montpellier (victoire 4-0). Cette année-là, il remporte aussi la coupe de la Ligue, durant laquelle il donne la victoire à son équipe en quarts de finale à Bordeaux (1-3).
Mis à l'écart du groupe professionnel en début de saison 2014-2015, le club lui reproche un transfert avorté à l'AS Roma et une volonté de ne pas prolonger son contrat. Après s'être réengagé jusqu'en 2019, il fait son retour dans le groupe parisien en novembre. Il connaît sa première titularisation le 21 novembre 2014 lors du déplacement à Metz dans le cadre de la 14e journée de Ligue 1 (victoire 2-3). Le 10 janvier 2015, il marque lors d'une défaite à Bastia (4-2). Le 21 février 2015, il inscrit son premier doublé sous les couleurs du PSG face à Toulouse. Le 29 mai 2015, étant arrivé en retard à une convocation au Parc des Princes, il est sanctionné par son club et est écarté du groupe en vue de la finale de la Coupe de France face à l'AJ Auxerre. Adrien Rabiot remporte donc deux trophées durant cette saison avec la Coupe de la Ligue, en plus du Championnat de France. Le club réalise, quant à lui, un quadruplé historique : il remporte le Trophée des champions, la Coupe de France, la Coupe de la Ligue et le Championnat de France de Ligue 1,. Le titre de Ligue 1 est assuré à une journée de la fin du championnat face à Montpellier (victoire 2-1).

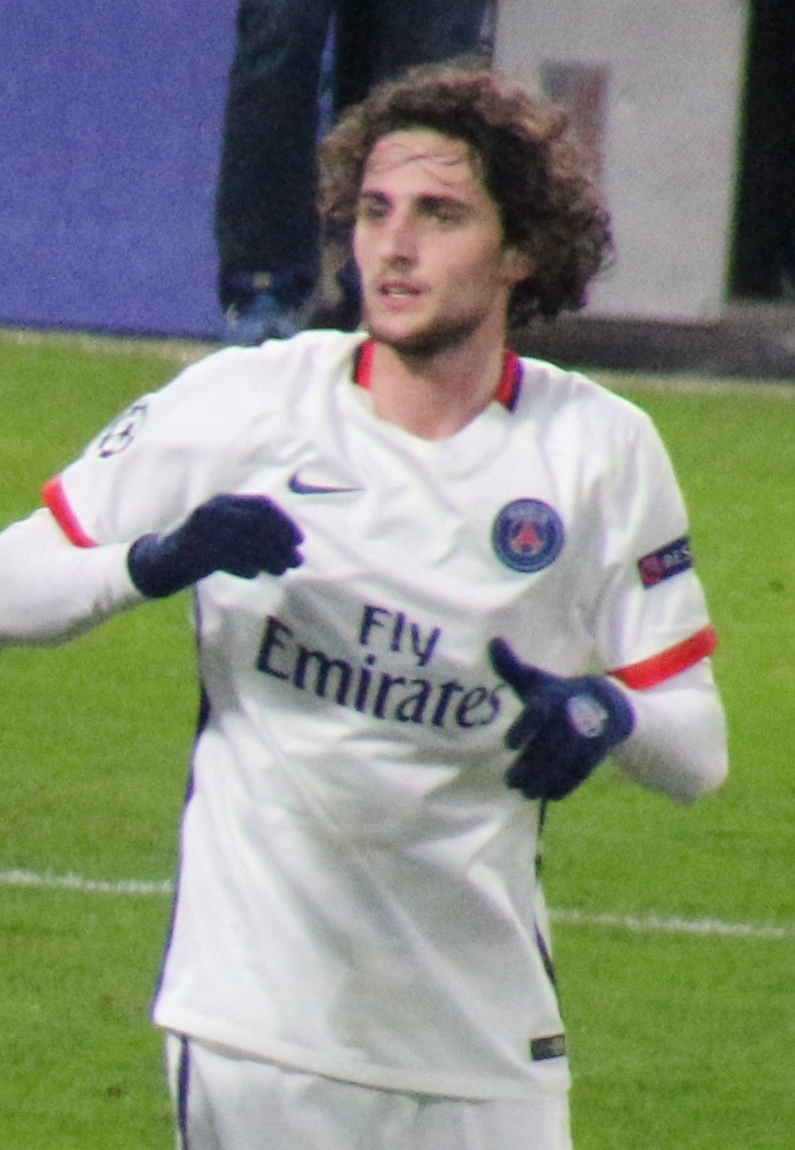
Adrien Rabiot contre le Chelsea FC, en huitième de finale de Ligue des champions (2016).

Lors de la première journée du championnat face à Lille, il est exclu à la 28e minute après deux cartons jaunes. Cependant, les Parisiens parviennent à s'imposer 1 à 0 grâce à un but de Lucas. Pour ce début de saison, le PSG prend le meilleur départ en Ligue 1 depuis l'arrivée du propriétaire qatarien à la tête du club. Lors de la phase de poules de Ligue des champions, face au Real Madrid (3 novembre 2015), il entre en jeu à la place de Marco Verratti blessé à la 12e minute,. À peine échauffé, il ne tarde pas à remporter des duels importants. Il manque de peu de tromper Keylor Navas après un enchaînement contrôle de la poitrine-reprise de volée, mais sa frappe finit sur le montant. Même si les Parisiens s'inclinent finalement (1-0), ce match apparaît comme l'un des plus aboutis de la saison, que ce soit pour Adrien Rabiot ou pour le PSG,. Le 25 novembre 2015, il marque son premier but en Ligue des champions contre Malmö FF (victoire 5-0). La saison européenne du club s'achève en quarts de finale contre Manchester City. Sur le plan collectif, il gagne toutes les compétitions nationales auxquelles le club a participé, c'est-à-dire le Trophée des champions face à Lyon, la Ligue 1 avec une avance record de 31 points sur le second Lyon, la Coupe de France ainsi que la Coupe de la ligue.
Lors de la saison 2016-2017, Adrien Rabiot devient un membre important du dispositif parisien emmené par le coach espagnol Unai Emery. Lors de la douzième journée de championnat, il ouvre son compteur de but face à Rennes. Malheureusement, il se blesse à la cuisse à Lens, lors d'un match de l'Équipe de France, face à la Côte d'Ivoire (0-0). Il ne retrouve les terrains que deux mois plus tard, pour la réception de Bastia en coupe de France, contre qui il marque le deuxième but (victoire 7-0). Titulaire lors de l'aller de la Ligue des champions face au FC Barcelone (victoire 4-0), il réalise une grosse prestation créditée d'un 8 par Eurosport et RMC Sport notamment. Il est aussi sur la pelouse du Camp Nou lors de la « remontada » du match retour (défaite 6-1). Le 19 mars, il égalise en championnat contre Lyon (victoire 2-1). Il marque à nouveau lors de la dernière journée contre Caen (1-1). Cette saison est marquée par la déception collective, puisque le club est éliminé douloureusement en coupe d'Europe et ne remporte pas le championnat, devant se contenter des coupes nationales. 
Il lance parfaitement sa saison 2017-2018 en gagnant le Trophée des champions face au champion de Ligue 1 (Monaco), en marquant le but de la victoire sur une passe de son nouveau coéquipier Dani Alves (2-1). Durant le même mois, il ouvre son compteur but en championnat face à Toulouse au Parc des Princes sur une passe de Neymar. Bien qu'une mésentente sur son positionnement soit relatée par les médias, Unai Emery utilise régulièrement son milieu de terrain à qui il offre de nombreuses titularisations. Le 10 janvier 2018, Rabiot marque en coupe de la Ligue à Amiens (victoire 0-2). Il récidive deux semaines plus tard en coupe de France contre Guingamp (victoire 4-2). Le 14 février 2018, il ouvre le score à Bernabéu lors du huitième de finale aller de Ligue des champions contre le Real Madrid (défaite 3-1, puis élimination après le match retour). Malgré la déception européenne, le club retrouve son rang de champion de France et réalise un nouveau quadruplé grâce à ses victoires en coupes nationales.
Alors qu'il lui reste une année de contrat dans la capitale, Adrien Rabiot commence sa saison 2018-2019 avec un titre lors du Trophée des champions (victoire 4-0 contre Monaco). Associé à Marco Verratti, il réalise une belle partie et délivre une passe décisive pour Ángel Di María au cours de cette rencontre. Lors de la première journée de Ligue 1 contre Caen, il marque son premier but de la saison. Bien qu'il lui demande de faire un choix sur son avenir, le nouvel entraîneur Thomas Tuchel lui fait confiance et le titularise systématiquement, faisant de lui le joueur le plus utilisé du début de saison. Le 28 octobre 2018, lors du Classique à Marseille, son entraîneur le place sur le banc ainsi que Kylian Mbappé, à la suite d'un retard du joueur lors de la causerie d'avant-match. Les deux joueurs entrent finalement durant la partie et s'imposent (0-2), enchaînant une onzième victoire en autant de matchs depuis le début du championnat. Le 18 décembre 2018, en raison d'un conflit avec son club, il est mis à pied par le PSG et ne rejouera plus jusqu'à la fin de son contrat mi-2019.

#### Juventus FC (2019-2024)
Le 1er juillet 2019, Adrien Rabiot s'engage libre avec la Juventus FC.
Il est directement sélectionné pour disputer une série de matchs amicaux en Asie par l'entraîneur des Turinois Maurizio Sarri. Adrien dispute son premier match de la tournée à Singapour, face à Tottenham Hotspur, en entrant en jeu à la mi-temps à la place d'Emre Can et commet une erreur qui permet à Harry Kane de marquer le but de la victoire pour les Spurs (défaite 3-2 au stade national de Singapour). Le Français dispute son premier match officiel avec les Bianconeri lors de la première journée de Serie A 2019-2020, le 24 août 2019 face au Parme Calcio. Débutant le match sur le banc des remplaçants, Rabiot entre en jeu à la 63e minute de jeu, remplaçant Sami Khedira (victoire 1-0 au stade Ennio-Tardini).
Critiqué depuis le début de la saison, il est titulaire le 7 juillet 2020 à San Siro face aux Milan AC, comme lors des quatre dernières journées de Serie A, le Français ouvre la marque après une action démarrée dans son camp et achevée d'une frappe sèche en pleine lucarne. Avec notamment trois buts en cinq minutes, l'AC Milan domine la Juventus en seconde période (4-2).
En août 2022, à un an de la fin de son contrat, la Juventus accepte une offre de transfert pour Rabiot provenant de Manchester United. Ce transfert ne se concrétise pas en raison des demandes salariales de la famille Rabiot jugées excessives par le club anglais. Rabiot reste au sein du club turinois pour la saison 2022-2023 et bénéficie de la confiance de son entraîneur Massimiliano Allegri, les deux ayant une relation qualifiée de « père-fils ».
Le 27 juin 2023, il prolonge son contrat avec la Juventus FC jusqu'en 2024,. Pour la saison 2023-2024, il est nommé vice-capitaine de Danilo avec Alex Sandro ; et porte le brassard pour la première fois face au Milan AC le 22 octobre (victoire 1-0). En fin de saison, des négociations entre le club et le joueur, qui demande un salaire de 7,5 millions d'euros par an, n'aboutissent pas. Rabiot quitte donc la Juventus FC.

#### Olympique de Marseille (2024-)
En septembre 2024, libre de tout contrat, Adrien Rabiot s'engage pour deux saisons avec l'Olympique de Marseille. Une fois retrouvé son niveau physique après plusieurs semaines sans compétition, Rabiot s'impose dans le milieu de terrain olympien et s'y montre polyvalent. Il porte le numéro 25 et inscrit son premier but sous les couleurs de son nouveau club contre l'AS Saint-Étienne en Ligue 1 en décembre. Au fil de la saison, Rabiot devient un leader de son équipe sur et en dehors du terrain. Évoluant dans un rôle plus offensif dans le système de Roberto De Zerbi, il termine la saison avec dix buts et cinq passes décisives en trente-et-un matchs. Il est un des acteurs majeurs de la qualification du club en Ligue des champions et est élu Olympien de la saison par les supporters. 
Suite à la défaite de l'Olympique de Marseille face au Stade Rennais lors du premier match de la saison 2025-2026 le 15 août Adrien Rabiot va faire une remarque à son coéquipier Jonathan Rowe lui reprochant son manque d'investissement. S'ensuivent alors des échanges de coups entre les deux joueurs qui vont finalement être séparés par la sécurité. Après le week-end de repos la direction de l'Olympique de Marseille décide d'écarter les deux joueurs du groupe sans leur donner de date de retour. Mardi l'OM publie un communiqué qui stipule ceci : "L’Olympique de Marseille informe qu’Adrien Rabiot et Jonathan Rowe ont été placés sur la liste des transferts par le club.Cette décision a été prise en raison d’un comportement inadmissible dans le vestiaire après le match contre le Stade Rennais FC, en accord avec le staff technique et en application du code de conduite interne du club.La décision a été communiquée par le club aux deux joueurs ce lundi." Adrien Rabiot devrait donc quitter l'OM très prochainement.

### Carrière internationale

#### Sélections jeunes
Adrien Rabiot dispute deux rencontres avec l'équipe de France des moins de 16 ans les 26 et 30 octobre 2010 face aux Pays-Bas (défaite 1-2) et au Portugal (victoire 4-0). La saison suivante, il apparaît cinq fois avec les moins de 17 ans, face à l'Ukraine deux fois (matches nuls 0-0 et 2-2),, les Pays-Bas (défaite 1-0), le Portugal (victoire 0-2) et l'Angleterre (défaite 1-2).
À la suite de son passage chez les professionnels, il est surclassé par deux fois lors de l'exercice suivant, en disputant tout d'abord une rencontre avec l'équipe de France des moins de 18 ans face à l'Autriche contre qui il ouvre le score (victoire 1-4) puis en intégrant les moins de 19 ans. Il participe alors aux rencontres opposant les Bleuets à Israël (victoire 2-1), à la Lettonie contre qui il inscrit le premier but de la rencontre (victoire 6-0) et le Portugal (match nul 2-2).
Lors du Championnat d'Europe de football des moins de 19 ans 2013, il est titulaire à chaque match. La France s'incline en finale face à la Serbie. Le 8 août 2013, il est convoqué par Willy Sagnol pour rejoindre les Espoirs en vue du match préparatoire contre l'Allemagne en vue des éliminatoires de l'Euro 2015.

#### Équipe de France A

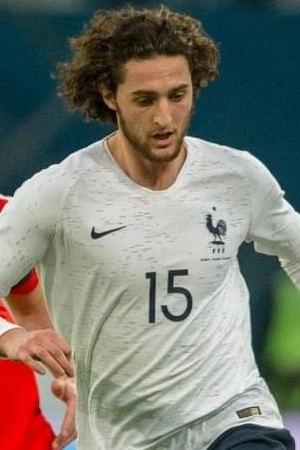
Adrien Rabiot sous les couleurs de l'équipe de France (2018)

Non retenu parmi les 23 joueurs français sélectionnés pour disputer l'Euro 2016, il fait partie d'un groupe de huit réservistes présents lors de la préparation de l'équipe de France et susceptibles de remplacer un joueur sélectionné qui serait blessé. Le 3 novembre 2016, il est retenu dans les 23 de l'équipe de France par Didier Deschamps. Le 15 novembre 2016, à Lens, il obtient sa première sélection en étant titulaire face à la Côte d'Ivoire en match amical.
Le 25 mars 2017, Adrien Rabiot honore sa deuxième sélection en remplaçant de Blaise Matuidi à la 83e minute,  lors du match de qualification à la Coupe du monde contre le Luxembourg. Il honore sa quatrième sélection le 7 octobre 2017 à Sofia en Bulgarie en remplaçant N'Golo Kanté, blessé aux ischio-jambiers à la 33e minute. Il ne réalise pas un bon match, rentrant à froid sur une pelouse trempée ; il déclare ensuite qu'il a joué avec appréhension, de peur de se blesser. Néanmoins la France s'impose 1-0 dans un match important dans la course à la qualification pour la Coupe du monde 2018. 
Le 22 mai 2018, Adrien Rabiot annonce par e-mail au sélectionneur Didier Deschamps sa décision de ne pas se mettre à la disposition de l’équipe de France en vue du Mondial, ce qui lui vaut d'être écarté de la sélection pendant plus de deux ans. 
À partir du 27 août 2020, il est de nouveau appelé dans le groupe pour disputer la Ligue des nations. Après le match au Portugal, le 14 novembre, qui voit la France se qualifier pour la finale à quatre (victoire 0-1 où sa performance est saluée), il reconnaît qu'il n'espérait pas être rappelé aussi tôt en équipe de France et que sa convocation l'avait « surpris ». « On a bien discuté (avec Didier Deschamps), j'ai apprécié cette conversation et ça a permis de nous libérer chacun de notre côté ». « Je ne lâcherai cette place pour rien au monde : je n'ai pas envie de sortir de ce groupe »,.
Après ses participations lors des rassemblements de mars pour les Éliminatoires de la Coupe du monde de football 2022, il est présent dans la liste des joueurs retenus pour l'Euro 2020. Il est titulaire lors des trois matchs de poule et lors du huitième de finale perdu aux tirs au but contre la Suisse.
Il fait partie du groupe de joueurs convoqués pour participer à la phase finale de Ligue des nations qu'il remporte.
Adrien Rabiot fait partie des 26 joueurs de l'équipe de France sélectionnés pour disputer la Coupe du monde 2022 au Qatar. Au sein d'une équipe privée pour cause de blessures de titulaires habituels tels que Paul Pogba et N'Golo Kanté, il est titulaire au milieu de terrain et réussit son entrée dans la compétition. Lors du premier match contre l'Australie, il marque de la tête, le premier but égalisateur (1-1) à la 27e minute puis cinq minutes plus tard offre une passe décisive à Olivier Giroud. Régulièrement titulaire lors des rencontres suivantes, il tombe cependant malade avant la demi-finale face au Maroc et est contraint de déclarer forfait.
En mai 2024, il figure dans une liste de 25 joueurs appelés par Didier Deschamps pour l'Euro 2024, au sein d'une équipe qui est éliminée en demi-finale par l'Espagne deux buts à un. Il est titulaire lors de cinq matchs, étant suspendu en quart contre le Portugal.
En novembre 2024 face à l'Italie en Ligue des nations (victoire 1-3), Adrien Rabiot inscrit son premier doublé chez les Bleus ; deux buts de la tête sur des passes décisives de Lucas Digne.
En mai, il fait partie du groupe de 25 joueurs convoqués pour participer à la phase finale de Ligue des nations. Il est titulaire lors des deux matchs qui offre une troisième place aux Français.

## Statistiques

### En club
| Saison                | Club                   | Championnat           | Championnat | Championnat | Championnat | Coupe nationale | Coupe nationale | Coupe nationale | Coupe de la Ligue | Coupe de la Ligue | Coupe de la Ligue | Supercoupe | Supercoupe | Supercoupe | Compétition(s) continentale(s) | Compétition(s) continentale(s) | Compétition(s) continentale(s) | Compétition(s) continentale(s) | Total | Total | Total |
| Saison                | Club                   | Division              | M.          | B.          | P.d.        | M.              | B.              | P.d.            | M.                | B.                | P.d.              | M.         | B.         | P.d.       | Comp.                          | M.                             | B.                             | P.d.                           | M.    | B.    | P.d.  |
| 2012-2013             | Paris Saint-Germain    | Ligue 1               | 6           | 0           | 0           | 1               | 0               | 0               | 1                 | 0                 | 0                 | -          | -          | -          | C1                             | 1                              | 0                              | 0                              | 9     | 0     | 0     |
| 2013-2014             | Paris Saint-Germain    | Ligue 1               | 25          | 2           | 0           | 1               | 0               | 0               | 2                 | 1                 | 0                 | -          | -          | -          | C1                             | 6                              | 0                              | 1                              | 34    | 3     | 1     |
| 2014-2015             | Paris Saint-Germain    | Ligue 1               | 21          | 4           | 1           | 5               | 0               | 0               | 3                 | 0                 | 0                 | 0          | 0          | 0          | C1                             | 4                              | 0                              | 0                              | 33    | 4     | 1     |
| 2015-2016             | Paris Saint-Germain    | Ligue 1               | 24          | 1           | 1           | 6               | 1               | 0               | 4                 | 1                 | 1                 | 1          | 0          | 0          | C1                             | 7                              | 3                              | 0                              | 42    | 6     | 2     |
| 2016-2017             | Paris Saint-Germain    | Ligue 1               | 27          | 3           | 2           | 4               | 1               | 0               | 3                 | 0                 | 1                 | -          | -          | -          | C1                             | 5                              | 0                              | 1                              | 39    | 4     | 4     |
| 2017-2018             | Paris Saint-Germain    | Ligue 1               | 33          | 1           | 5           | 5               | 1               | 0               | 3                 | 1                 | 0                 | 1          | 1          | 0          | C1                             | 8                              | 1                              | 2                              | 50    | 5     | 7     |
| 2018-2019             | Paris Saint-Germain    | Ligue 1               | 14          | 2           | 1           | -               | -               | -               | -                 | -                 | -                 | 1          | 0          | 1          | C1                             | 5                              | 0                              | 0                              | 20    | 2     | 2     |
| Sous-total            | Sous-total             | Sous-total            | 150         | 13          | 10          | 22              | 3               | 0               | 16                | 3                 | 2                 | 3          | 1          | 1          | -                              | 36                             | 4                              | 4                              | 227   | 24    | 17    |
| 2012-2013             | Toulouse FC (prêt)     | Ligue 1               | 13          | 1           | 0           | -               | -               | -               | -                 | -                 | -                 | -          | -          | -          | -                              | -                              | -                              | -                              | 13    | 1     | 0     |
| 2019-2020             | Juventus FC            | Serie A               | 28          | 1           | 1           | 4               | 0               | 0               | -                 | -                 | -                 | -          | -          | -          | C1                             | 5                              | 0                              | 0                              | 37    | 1     | 1     |
| 2020-2021             | Juventus FC            | Serie A               | 34          | 4           | 2           | 5               | 0               | 1               | -                 | -                 | -                 | 1          | 0          | 0          | C1                             | 7                              | 1                              | 1                              | 47    | 5     | 4     |
| 2021-2022             | Juventus FC            | Serie A               | 32          | 0           | 2           | 5               | 0               | 0               | -                 | -                 | -                 | 1          | 0          | 0          | C1                             | 7                              | 0                              | 0                              | 45    | 0     | 2     |
| 2022-2023             | Juventus FC            | Serie A               | 32          | 8           | 3           | 3               | 0               | 0               | -                 | -                 | -                 | -          | -          | -          | C1+C3                          | 5+8                            | 2+1                            | 0+1                            | 48    | 11    | 4     |
| 2023-2024             | Juventus FC            | Serie A               | 31          | 5           | 3           | 4               | 0               | 0               | -                 | -                 | -                 | -          | -          | -          | -                              | -                              | -                              | -                              | 35    | 5     | 3     |
| Sous-total            | Sous-total             | Sous-total            | 157         | 18          | 11          | 21              | 0               | 1               | -                 | -                 | -                 | 2          | 0          | 0          | -                              | 32                             | 4                              | 2                              | 212   | 22    | 14    |
| 2024-2025             | Olympique de Marseille | Ligue 1               | 29          | 9           | 4           | 2               | 1               | 1               | -                 | -                 | -                 | -          | -          | -          | -                              | -                              | -                              | -                              | 31    | 10    | 5     |
| 2025-2026             | Olympique de Marseille | Ligue 1               | 1           | 0           | 0           | -               | -               | -               | -                 | -                 | -                 | -          | -          | -          | -                              | -                              | -                              | -                              | 1     | 0     | 0     |
| Sous-total            | Sous-total             | Sous-total            | 30          | 9           | 4           | 2               | 1               | 1               | -                 | -                 | -                 | -          | -          | -          | -                              | -                              | -                              | -                              | 32    | 10    | 5     |
| Total sur la carrière | Total sur la carrière  | Total sur la carrière | 350         | 41          | 25          | 45              | 4               | 2               | 16                | 3                 | 2                 | 5          | 1          | 1          | -                              | 68                             | 8                              | 6                              | 484   | 57    | 36    |

### En sélection nationale
| Saison                | Sélection             | Phases finales         | Phases finales | Phases finales | Phases finales | Éliminatoires CDM | Éliminatoires CDM | Éliminatoires CDM | Éliminatoires EURO | Éliminatoires EURO | Éliminatoires EURO | Ligue Nations UEFA | Ligue Nations UEFA | Ligue Nations UEFA | Matchs amicaux | Matchs amicaux | Matchs amicaux | Total | Total | Total |
| Saison                | Sélection             | Compétition            | M              | B              | Pd             | M                 | B                 | Pd                | M                  | B                  | Pd                 | M                  | B                  | Pd                 | M              | B              | Pd             | M     | B     | Pd    |
| --------------------- | --------------------- | ---------------------- | -------------- | -------------- | -------------- | ----------------- | ----------------- | ----------------- | ------------------ | ------------------ | ------------------ | ------------------ | ------------------ | ------------------ | -------------- | -------------- | -------------- | ----- | ----- | ----- |
| 2016-2017             | France                | -                      | -              | -              | -              | 1                 | 0                 | 0                 | -                  | -                  | -                  | -                  | -                  | -                  | 2              | 0              | 0              | 3     | 0     | 0     |
| 2017-2018             | France                | -                      | -              | -              | -              | 1                 | 0                 | 0                 | -                  | -                  | -                  | -                  | -                  | -                  | 2              | 0              | 0              | 3     | 0     | 0     |
| 2020-2021             | France                | Euro 2020              | 4              | 0              | 0              | 3                 | 0                 | 1                 | -                  | -                  | -                  | 5                  | 0                  | 0                  | 1              | 0              | 0              | 13    | 0     | 1     |
| 2021-2022             | France                | Ligue des nations 2021 | 1              | 0              | 0              | 4                 | 1                 | 0                 | -                  | -                  | -                  | 3                  | 1                  | 0                  | 2              | 0              | 0              | 10    | 2     | 0     |
| 2022-2023             | France                | Coupe du monde 2022    | 6              | 1              | 1              | -                 | -                 | -                 | 2                  | 0                  | 0                  | -                  | -                  | -                  | -              | -              | -              | 8     | 1     | 1     |
| 2023-2024             | France                | Euro 2024              | 5              | 0              | 0              | -                 | -                 | -                 | 4                  | 1                  | 1                  | -                  | -                  | -                  | 2              | 0              | 0              | 11    | 1     | 1     |
| 2024-2025             | France                | Ligue des nations 2025 | 2              | 0              | 0              | -                 | -                 | -                 | -                  | -                  | -                  | 3                  | 2                  | 0                  | -              | -              | -              | 5     | 2     | 0     |
| Total sur la carrière | Total sur la carrière | Total sur la carrière  | 18             | 1              | 1              | 9                 | 1                 | 1                 | 6                  | 1                  | 1                  | 11                 | 3                  | 0                  | 9              | 0              | 0              | 53    | 6     | 3     |

#### Liste des matchs internationaux
| Matchs internationaux d'Adrien Rabiot | Matchs internationaux d'Adrien Rabiot | Matchs internationaux d'Adrien Rabiot             | Matchs internationaux d'Adrien Rabiot | Matchs internationaux d'Adrien Rabiot | Matchs internationaux d'Adrien Rabiot          | Matchs internationaux d'Adrien Rabiot                                 |
|                                       | Date                                  | Lieu                                              | Adversaire                            | Résultat                              | Compétition                                    | Notes                                                                 |
| ------------------------------------- | ------------------------------------- | ------------------------------------------------- | ------------------------------------- | ------------------------------------- | ---------------------------------------------- | --------------------------------------------------------------------- |
| 1.                                    | 15 novembre 2016                      | Stade Bollaert-Delelis, Lens, France              | Côte d'Ivoire                         | 0 - 0                                 | Match amical                                   | Titulaire et remplacé par Thomas Lemar à la 78e minute de jeu.        |
| 2.                                    | 25 mars 2017                          | Stade Josy-Barthel, Luxembourg, Luxembourg        | Luxembourg                            | 1 - 3                                 | Éliminatoires de la Coupe du monde 2018        | Entre en jeu à la place de Blaise Matuidi à la 83e minute de jeu.     |
| 3.                                    | 28 mars 2017                          | Stade de France, Saint-Denis, France              | Espagne                               | 0 - 2                                 | Match amical                                   | Titulaire et remplacé par Tiémoué Bakayoko à la 46e minute de jeu.    |
| 4.                                    | 7 octobre 2017                        | Stade National Vassil-Levski, Sofia, Bulgarie     | Bulgarie                              | 0 - 1                                 | Éliminatoires de la Coupe du monde 2018        | Entre en jeu à la place de N'Golo Kanté à la 34e minute de jeu.       |
| 5.                                    | 14 novembre 2017                      | RheinEnergieStadion, Cologne, Allemagne           | Allemagne                             | 2 - 2                                 | Match amical                                   | Titulaire.                                                            |
| 6.                                    | 27 mars 2018                          | Stade Krestovski, Saint-Pétersbourg, Russie       | Russie                                | 3 - 1                                 | Match amical                                   | Titulaire et remplacé par Blaise Matuidi à la 81e minute de jeu.      |
| 7.                                    | 5 septembre 2020                      | Friends Arena, Solna, Suède                       | Suède                                 | 0 - 1                                 | Ligue des nations de l'UEFA 2020-2021          | Titulaire.                                                            |
| 8.                                    | 11 octobre 2020                       | Stade de France, Saint-Denis, France              | Portugal                              | 0 - 0                                 | Ligue des nations de l'UEFA 2020-2021          | Titulaire.                                                            |
| 9.                                    | 14 octobre 2020                       | Stade Maksimir, Zagreb, Croatie                   | Croatie                               | 1 - 2                                 | Ligue des nations de l'UEFA 2020-2021          | Titulaire et remplacé par Paul Pogba à la 74e minute de jeu.          |
| 10.                                   | 14 novembre 2020                      | Estádio da Luz, Lisbonne, Portugal                | Portugal                              | 0 - 1                                 | Ligue des nations de l'UEFA 2020-2021          | Titulaire.                                                            |
| 11.                                   | 17 novembre 2020                      | Stade de France, Saint-Denis, France              | Suède                                 | 4 - 2                                 | Ligue des nations de l'UEFA 2020-2021          | Titulaire et remplacé par Steven Nzonzi à la 78e minute de jeu.       |
| 12.                                   | 24 mars 2021                          | Stade de France, Saint-Denis, France              | Ukraine                               | 1 - 1                                 | Éliminatoires de la Coupe du monde 2022        | Titulaire.                                                            |
| 13.                                   | 28 mars 2021                          | Astana Arena, Noursoultan, Kazakhstan             | Kazakhstan                            | 0 - 2                                 | Éliminatoires de la Coupe du monde 2022        | Entre en jeu à la place de Paul Pogba à la 59e minute de jeu.         |
| 14.                                   | 31 mars 2021                          | Stade Grbavica, Sarajevo, Bosnie-Herzégovine      | Bosnie-Herzégovine                    | 0 - 1                                 | Éliminatoires de la Coupe du monde 2022        | Titulaire.                                                            |
| 15.                                   | 2 juin 2021                           | Allianz Riviera, Nice, France                     | Pays de Galles                        | 3 - 0                                 | Match amical                                   | Titulaire.                                                            |
| 16.                                   | 15 juin 2021                          | Allianz Arena, Munich, Allemagne                  | Allemagne                             | 1 - 0                                 | Euro 2020                                      | Titulaire et remplacé par Ousmane Dembélé à la 90e minute de jeu.     |
| 17.                                   | 19 juin 2021                          | Stade Ferenc-Puskás, Budapest, Hongrie            | Hongrie                               | 1 - 1                                 | Euro 2020                                      | Titulaire et remplacé par Ousmane Dembélé à la 57e minute de jeu.     |
| 18.                                   | 23 juin 2021                          | Stade Ferenc-Puskás, Budapest, Hongrie            | Portugal                              | 2 - 2                                 | Euro 2020                                      | Entre en jeu à la place de Lucas Digne à la 52e minute de jeu.        |
| 19.                                   | 28 juin 2021                          | Arena Națională, Bucarest, Roumanie               | Suisse                                | 3 - 3 4-5 t.a.b                       | Euro 2020                                      | Titulaire.                                                            |
| 20.                                   | 4 septembre 2021                      | Stade olympique de Kiev, Kiev, Ukraine            | Ukraine                               | 1 - 1                                 | Éliminatoires de la Coupe du monde 2022        | Titulaire.                                                            |
| 21.                                   | 7 septembre 2021                      | Parc Olympique lyonnais, Décines-Charpieu, France | Finlande                              | 2 - 0                                 | Éliminatoires de la Coupe du monde 2022        | Titulaire.                                                            |
| 22.                                   | 7 octobre 2021                        | Juventus Stadium, Turin, Italie                   | Belgique                              | 2 - 3                                 | Phase finale de la Ligue des nations 2020-2021 | Titulaire et remplacé par Aurélien Tchouaméni à la 76e minute de jeu. |
| 23.                                   | 13 novembre 2021                      | Parc des Princes, Paris, France                   | Kazakhstan                            | 8 - 0                                 | Éliminatoires de la Coupe du monde 2022        | Titulaire.                                                            |
| 24.                                   | 16 novembre 2021                      | Stade olympique d'Helsinki, Helsinki, Finlande    | Finlande                              | 2 - 0                                 | Éliminatoires de la Coupe du monde 2022        | Titulaire et remplacé par Jordan Veretout à la 86e minute de jeu.     |
| 25.                                   | 25 mars 2022                          | Stade Vélodrome, Marseille, France                | Côte d'Ivoire                         | 2 - 1                                 | Match amical                                   | Entre en jeu à la place de Paul Pogba à la 88e minute de jeu.         |
| 26.                                   | 29 mars 2022                          | Stade Pierre-Mauroy, Villeneuve-d'Ascq, France    | Afrique du Sud                        | 5 - 0                                 | Match amical                                   | Titulaire et remplacé par Mattéo Guendouzi à la 79e minute de jeu.    |
| 27.                                   | 3 juin 2022                           | Stade de France, Saint-Denis, France              | Danemark                              | 1 - 2                                 | Ligue des nations 2022-2023                    | Entre en jeu à la place de Antoine Griezmann à la 78e minute de jeu.  |
| 28.                                   | 6 juin 2022                           | Stade Poljud, Split, Croatie                      | Croatie                               | 1 - 1                                 | Ligue des nations 2022-2023                    | Titulaire.                                                            |
| 29.                                   | 13 juin 2022                          | Stade de France, Saint-Denis, France              | Croatie                               | 0 - 1                                 | Ligue des nations 2022-2023                    | Titulaire.                                                            |
| 30.                                   | 22 novembre 2022                      | Stade Al-Janoub, Al Wakrah, Qatar                 | Australie                             | 4 - 1                                 | Coupe du monde 2022                            | Titulaire.                                                            |
| 31.                                   | 26 novembre 2022                      | Stade 974, Doha, Qatar                            | Danemark                              | 2 - 1                                 | Coupe du monde 2022                            | Titulaire.                                                            |
| 32.                                   | 30 novembre 2022                      | Stade Education City, Al Rayyan, Qatar            | Tunisie                               | 1 - 0                                 | Coupe du monde 2022                            | Entre en jeu à la place de Kingsley Coman à la 63e minute de jeu.     |
| 33.                                   | 4 décembre 2022                       | Stade Al-Thumama, Doha, Qatar                     | Pologne                               | 3 - 1                                 | Coupe du monde 2022                            | Titulaire.                                                            |
| 34.                                   | 10 décembre 2022                      | Stade Al-Bayt, Al-Khor, Qatar                     | Angleterre                            | 1 - 2                                 | Coupe du monde 2022                            | Titulaire.                                                            |
| 35.                                   | 18 décembre 2022                      | Stade de Lusail, Lusail, Qatar                    | Argentine                             | 3 - 3 4-2 t.a.b                       | Coupe du monde 2022                            | Titulaire et remplacé par Youssouf Fofana à la 96e minute de jeu.     |
| 36.                                   | 24 mars 2023                          | Stade de France, Saint-Denis, France              | Pays-Bas                              | 4 - 0                                 | Éliminatoires de l'Euro 2024                   | Titulaire et remplacé par Khéphren Thuram à la 89e minute de jeu.     |
| 37.                                   | 27 mars 2023                          | Aviva Stadium, Dublin, Irlande                    | République d'Irlande                  | 0 - 1                                 | Éliminatoires de l'Euro 2024                   | Titulaire et remplacé par Aurélien Tchouaméni à la 81e minute de jeu. |
| 38.                                   | 7 septembre 2023                      | Parc des Princes, Paris, France                   | République d'Irlande                  | 2 - 0                                 | Éliminatoires de l'Euro 2024                   | Titulaire.                                                            |
| 39.                                   | 12 septembre 2023                     | Signal Iduna Park, Dortmund, Allemagne            | Allemagne                             | 2 - 1                                 | Match amical                                   | Titulaire et remplacé par Youssouf Fofana à la 78e minute de jeu.     |
| 40.                                   | 13 octobre 2023                       | Johan Cruyff Arena, Amsterdam, Pays-Bas           | Pays-Bas                              | 1 - 2                                 | Éliminatoires de l'Euro 2024                   | Titulaire.                                                            |
| 41.                                   | 18 novembre 2023                      | Allianz Riviera, Nice, France                     | Gibraltar                             | 14 - 0                                | Éliminatoires de l'Euro 2024                   | Titulaire et remplacé par Boubacar Kamara à la 67e minute de jeu.     |
| 42.                                   | 21 novembre 2023                      | Stade Agiá Sofiá, Athènes, Grèce                  | Grèce                                 | 2 - 2                                 | Éliminatoires de l'Euro 2024                   | Titulaire.                                                            |
| 43.                                   | 23 mars 2024                          | Parc Olympique lyonnais, Décines-Charpieu, France | Allemagne                             | 0 - 2                                 | Match amical                                   | Titulaire.                                                            |
| 44.                                   | 17 juin 2024                          | Düsseldorf Arena, Düsseldorf, Allemagne           | Autriche                              | 0 - 1                                 | Euro 2024                                      | Titulaire et remplacé par Eduardo Camavinga à la 71e minute de jeu.   |
| 45.                                   | 21 juin 2024                          | Stade de Leipzig, Leipzig, Allemagne              | Pays-Bas                              | 0 - 0                                 | Euro 2024                                      | Titulaire.                                                            |
| 46.                                   | 25 juin 2024                          | BVB Stadion Dortmund, Dortmund, Allemagne         | Pologne                               | 1 - 1                                 | Euro 2024                                      | Titulaire et remplacé par Eduardo Camavinga à la 61e minute de jeu.   |
| 47.                                   | 1er juillet 2024                      | Düsseldorf Arena, Düsseldorf, Allemagne           | Belgique                              | 1 - 0                                 | Euro 2024                                      | Titulaire.                                                            |
| 48.                                   | 9 juillet 2024                        | Munich Football Arena, Munich, Allemagne          | Espagne                               | 2 - 1                                 | Euro 2024                                      | Titulaire et remplacé par Eduardo Camavinga à la 62e minute de jeu.   |
| 49.                                   | 14 novembre 2024                      | Stade de France, Saint-Denis, France              | Israël                                | 0 - 0                                 | Ligue des nations 2024-2025                    | Entre en jeu à la place de Eduardo Camavinga à la 71e minute de jeu.  |
| 50.                                   | 17 novembre 2024                      | San Siro, Milan, Italie                           | Italie                                | 1 - 3                                 | Ligue des nations 2024-2025                    | Titulaire.                                                            |
| 51.                                   | 20 mars 2025                          | Stade de Poljud, Split, Croatie                   | Croatie                               | 2 - 0                                 | Ligue des nations 2024-2025                    | Titulaire et remplacé par Eduardo Camavinga à la 64e minute de jeu.   |
| 52.                                   | 5 juin 2025                           | MHPArena, Stuttgart, Allemagne                    | Espagne                               | 5 - 4                                 | Ligue des nations 2024-2025                    | Titulaire.                                                            |
| 53.                                   | 8 juin 2025                           | MHPArena, Stuttgart, Allemagne                    | Allemagne                             | 0 - 2                                 | Ligue des nations 2024-2025                    | Titulaire.                                                            |

#### Buts internationaux
| #  | Date             | Lieu                              | Adversaire | Score | Résultat | Type de but    | Passeur décisif   | Compétition                             |
| -- | ---------------- | --------------------------------- | ---------- | ----- | -------- | -------------- | ----------------- | --------------------------------------- |
| 1. | 13 novembre 2021 | Parc des Princes, Paris, France   | Kazakhstan | 6 - 0 | 8 - 0    | De la tête     | Antoine Griezmann | Éliminatoires de la Coupe du monde 2022 |
| 2. | 6 juin 2022      | Stade Poljud, Split, Croatie      | Croatie    | 0 - 1 | 1 - 1    | Du pied gauche | Wissam Ben Yedder | Ligue des nations 2022-2023             |
| 3. | 22 novembre 2022 | Stade Al-Janoub, Al Wakrah, Qatar | Australie  | 1 - 1 | 4 - 1    | De la tête     | Théo Hernandez    | Coupe du monde 2022                     |
| 4. | 18 novembre 2023 | Allianz Riviera, Nice, France     | Gibraltar  | 8 - 0 | 14 - 0   | Du pied gauche | -                 | Éliminatoires de l'Euro 2024            |
| 5. | 17 novembre 2024 | San Siro, Milan, Italie           | Italie     | 0 - 1 | 1 - 3    | De la tête     | Lucas Digne       | Ligue des nations 2024-2025             |
| 6. | 17 novembre 2024 | San Siro, Milan, Italie           | Italie     | 1 - 3 | 1 - 3    | De la tête     | Lucas Digne       | Ligue des nations 2024-2025             |

## Palmarès

### En club
Formé au Paris Saint-Germain, Adrien Rabiot y remporte un beau palmarès, étant champion de France à six reprises en 2013, 2014, 2015, 2016, 2018 et 2019. Il y remporte également la Coupe de France en 2016 et 2018, la Coupe de la Ligue à quatre reprises en 2015, 2016, 2017 et 2018 et le Trophée des champions trois fois en 2015, 2017 et 2018.
Avec la Juventus FC, il est Champion d'Italie en 2020 et remporte la Supercoupe la même année. Il remporte également la Coupe d'Italie à deux reprises en 2021 et 2024.
Avec l'Olympique de Marseille, il est vice-champion de France en 2025.
| Paris Saint-Germain FC (17) | Juventus FC (4) | Olympique de Marseille                            |
| --- | --- | ------------------------------------------------- |
| - Championnat de France (6) : - Champion : 2013, 2014, 2015, 2016, 2018 et 2019. - Vice-champion : 2017. - Coupe de France (3) : - Vainqueur : 2016, 2017 et 2018. - Coupe de la Ligue (5) : - Vainqueur : 2014, 2015, 2016, 2017 et 2018. - Trophée des champions (3) : - Vainqueur : 2015, 2017 et 2018. | - Championnat d'Italie (1) : - Champion : 2020. - Coupe d'Italie (2) : - Vainqueur : 2021 et 2024 - Finaliste : 2020 et 2022 - Supercoupe d’Italie (1) - Vainqueur : 2020. - Finaliste : 2019 et 2021 | - Championnat de France : - Vice-champion : 2025. |

### En sélection
Avec l'équipe de France des moins de 19 ans, Adrien Rabiot est finaliste de l'Euro en 2013 avant d'être finaliste du Festival international espoirs de Toulon avec l'équipe de France des moins de 20 ans en 2014. 
Avec l'équipe de France, il compte 51 sélections pour 6 buts et à joué les Euro 2020 et 2024 ainsi que la Coupe du monde 2022 au Qatar dont il est finaliste. Il remporte également la Ligue des nations en 2021 et termine troisième en 2025.
| Équipe de France (1)                                                                                    |
| --- |
| - Coupe du monde : - Finaliste : 2022. - Ligue des nations (1) : - Vainqueur : 2021. - Troisième : 2025 |

### Distinctions individuelles
Avec le Paris Saint-Germain, il est nommé pour le Trophée UNFP du meilleur espoir de Ligue 1 en 2017.

## Caractéristiques
Gaucher du pied comme de la main, Adrien Rabiot joue au poste de milieu de terrain en tant que milieu relayeur ou offensif,. Ses points forts sont sa projection vers l'avant, sa relance, sa vision du jeu et son abnégation pour récupérer le ballon, ainsi qu’une grande qualité de frappe. La maturité dont il fait preuve à son jeune âge et sa personnalité impressionnent également,,,. Grâce à son physique il est parfois utilisé dans un rôle de milieu défensif.
Il est surnommé le « Duc »en raison notamment de son élégance sur le terrain, parfois jugée aristocratique.

## Polémiques et controverses
En décembre 2012, quelques semaines après la signature de son premier contrat professionnel, il refuse d'accompagner ses coéquipiers lors du stage hivernal à Doha, sa mère et agent Véronique Rabiot ne pouvant l'accompagner au Qatar. En froid avec son entraîneur de l'époque Carlo Ancelotti, il est prêté six mois à Toulouse.
Durant l'été 2014, Adrien Rabiot refuse de prolonger au PSG, estimant que son temps de jeu est trop faible. Sur les conseils de sa mère, il négocie avec l'AS Rome pour un transfert avoisinant les 15 M€. Ayant un accord de principe avec le club romain, il reviendra sur sa décision mais ne rejouera pas avant le mois d'octobre, date à laquelle il prolonge son contrat avec le club de la capitale.
Le 29 mai 2015, la veille de la finale de la Coupe de France opposant le PSG à l'AJ Auxerre, Rabiot rate l'entraînement du jour ainsi que le bus pour se rendre à Saint-Denis. Laurent Blanc le prive de finale. Il sera sanctionné d'une retenue sur salaire par son club.
En 2018, il est appelé en équipe de France en tant que réserviste par Didier Deschamps en préparation de la coupe du monde en Russie. Cependant, il fait part à la Fédération française de football qu'il décline son statut de suppléant, ce qui soulève une polémique.
Le 22 mai 2018, une semaine après que Didier Deschamps a annoncé la liste des joueurs retenus pour la Coupe du monde dans laquelle Adrien Rabiot est réserviste, le joueur du PSG adresse un mail à son sélectionneur dans laquelle il expose sa décision de ne pas se mettre à la disposition de l’équipe de France en vue du Mondial. Vexé, il annonce également qu'il ne souhaite plus être appelé avec les Bleus tant que Didier Deschamps sera entraîneur de la sélection. Ce dernier déclare ensuite que Rabiot « a fait une énorme erreur ». Il sera écarté de l'équipe de France pendant plus de deux ans, malgré des tentatives de conciliation du président de la fédération française de football Noël Le Graët.
Le 18 décembre 2018, en raison d'un conflit avec son club, il est écarté de l'équipe première par le PSG et ne rejouera plus jusqu'à la fin de son contrat mi-2019. Courant mars 2019, il est mis à pied à titre avec convocation un entretien préalable à une éventuelle sanction disciplinaire, qui s'ensuit d'une mise à pied disciplinaire, à la suite d'un « like » sur Instagram sur une photo célébrant la qualification de Manchester United face au PSG. Le 20 mars 2019, Véronique Rabiot, qui est également son agent, donne une interview au journal L'Équipe. Lors de cet échange, elle décrie les méthodes du PSG, critiquant le directeur sportif du club, Antero Henrique : « Et Henrique est arrivé (en juin 2017). Il a déjà dit qu'il voulait recruter un numéro 6. Il ne l'a jamais fait. Et il a dit d'autres choses ». Puis elle critique le PSG et Neymar : « Au PSG, il y a des joueurs qui se loupent pour six minutes à cause de la sieste, et d'autres qui sont blessés mais qui peuvent aller faire la fête à l’autre bout du monde, au Carnaval de Rio ».
Le 12 mai 2020, selon les informations du journal italien La Stampa, l'ancien parisien, alors sous contrat avec la Juventus de Turin, se serait lancé dans « une grève personnelle » pour contester la baisse des salaires décidée par la Vieille Dame, surnom traditionnel du grand club piémontais, pour faire face à la crise du Covid-19. Il sera le seul joueur de l'effectif à refuser de rentrer à Turin.